# Nancy Mace
Nancy Ruth Mace, född 4 december 1977 i Cumberland County i North Carolina, är en amerikansk politiker (republikan). Hon är ledamot av USA:s representanthus sedan 2021.
I kongressvalet 2020 besegrade Mace sittande kongressledamoten Joe Cunningham.